# Presa del Cañón de Glen
La presa del Cañón de Glen (en inglés, Glen Canyon Dam) es la segunda presa en tamaño del río Colorado en Page (Arizona), Estados Unidos. El principal propósito de la presa incluye generar energía hidroeléctrica, almacenar agua para los áridos Estados Unidos del suroeste, y proporcionar oportunidades de recreación en el agua. La presa genera una media de 451 megavatios, que contribuye al 6% de la electricidad total generada en Arizona.  Un 13% de la electricidad generada en Utah, en donde se encuentra la mayor parte del lago Powell, calcula a una cifra que ahorra alrededor de cinco toneladas métricas de dióxido de carbono. La presa tiene una capacidad máxima de mil trescientos megavatios pero solo utiliza una media de 451 megavatios. El represado del río Colorado hizo que el Glen Canyon, que queda al norte de la presa, se inundase y posteriormente ha creado un gran embalse llamado lago Powell. 
La presa de Glen Canyon se encuentra corriente arriba del Parque nacional del Gran Cañón y tiene un arco de presa de cemento de 216 metros de alto que controla el fluir del agua de las cuencas superior e inferior del río Colorado. La presa controla una cuenca hidrológica de 281.671 kilómetros cuadrados y también funciona como una barrera para los organismos acuáticos corriente arriba y abajo. Una estación generadora navaja de 2.280 megavatios, alimentada por carbón, se encuentra también en la zona cercana.

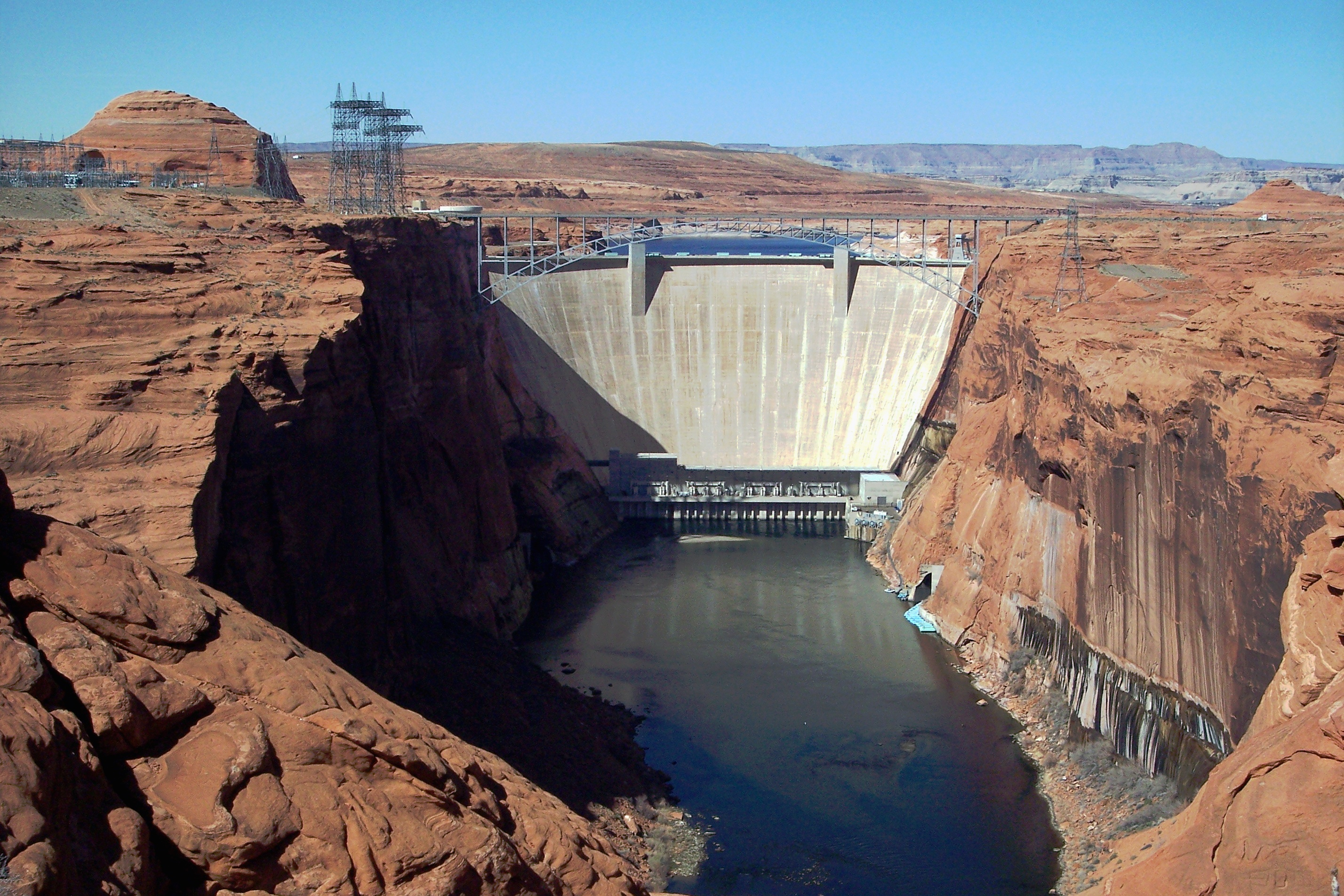
Vista de frente
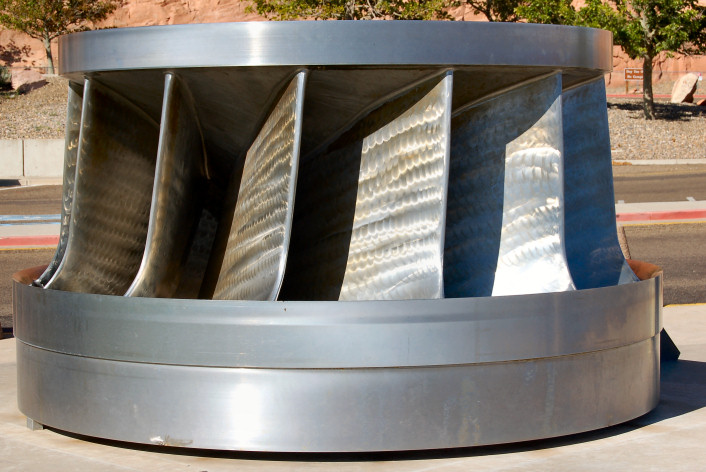
Turbina
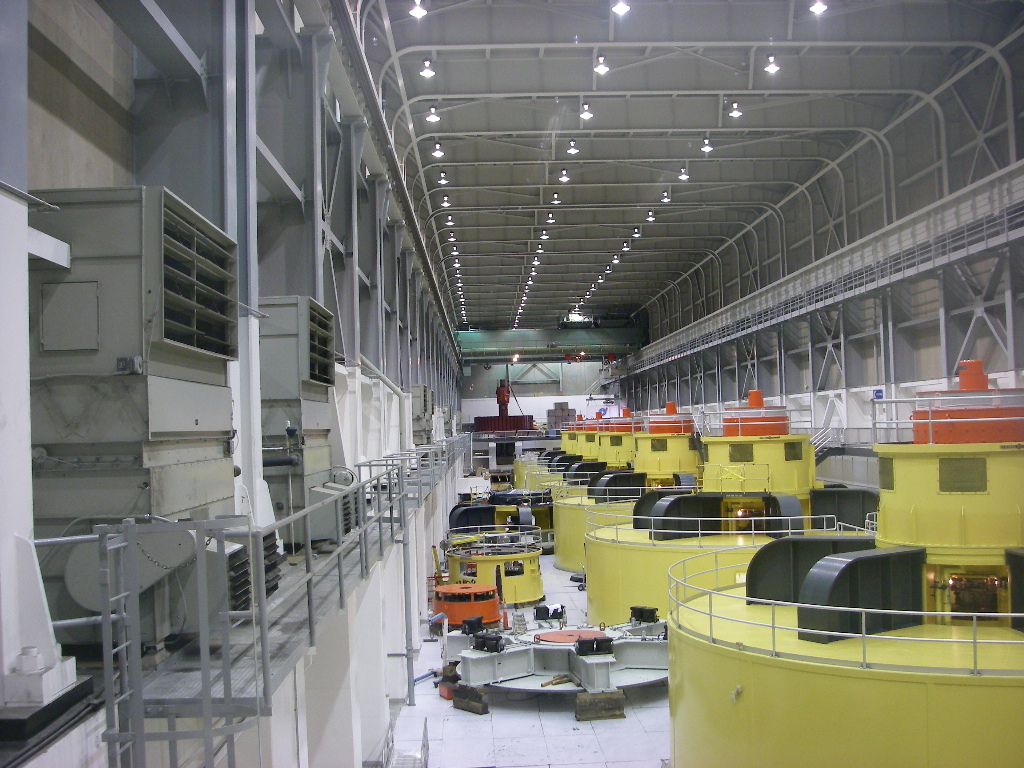
Central eléctrica